# Two If by Sea
Two If By Sea, também conhecido no Reino Unido como Stolen Hearts  (bra: Corações Roubados) é um filme estadunidense de comédia romântica lançado em 1996, dirigido por Bill Bennett, estrelado por Sandra Bullock e Denis Leary. O roteiro, escrito por Leary e Mike Armstrong, é baseado em uma história de Leary, Armstrong e Ann Lembeck.
Bullock tem alergia a cavalos. Ela descobriu ter a resposta imunológica a equinos durante as gravações. Ela recebeu US$6 milhões para estrelar o filme.

## Sinopse
Junto com o namorado Frank O'Brien, golpista charmosa Roz rouba valioso quadro, uma obra-prima de US$4 milhões e foge para casa à beira-mar. Lá, eles ficam à espera do homem misterioso que prometeu comprar a obra de arte. Roz, faz amizade com o potencial comprador da pintura, Evan Marsh, em uma ilha. Depois de ser capturada pelo agente do FBI O'Malley na fábrica de peixes, ela descobre que Marsh é realmente um ladrão de arte.

## Elenco
- Sandra Bullock.... Roz
- Denis Leary.... Francis "Frank" O'Brien
- Stephen Dillane.... Evan Marsh
- Yaphet Kotto.... Agente do FBI O'Malley
- Mike Starr.... Fitzie
- Jonathan Tucker.... Todd
- Wayne Robson.... Beano Callahan
- Michael Badalucco.... Quinn
- Lenny Clarke.... Kelly

## Produção
O filme foi filmado em locais como Chester, Lunenburg, Mahone Bay e Riverport, Nova Escócia.

## Lançamento

### Bilheteria
Two If by Sea estreou nos cinemas em 12 de janeiro de 1996 em 1,712 locais, ganhando US$4,656,986 nas bilheterias domésticas, ocupando o décimo lugar no fim de semana de estréia. No final de sua exibição, o filme arrecadou US$10,658,278.
O filme foi a pior abertura de Sandra Bullock até 2015, quando Our Brand Is Crisis foi lançado em outubro, ganhando US$3,238,433 em seu primeiro final de semana. Two If by Sea é o nono filme de Bullock com a menor bilheteria em sua carreira.

### Recepção crítica
O filme recebeu críticas negativas dos críticos. O Rotten Tomatoes reporta uma classificação de 11%, com base em 28 avaliações, com uma classificação média de 3,8/10.